# Mimorista costistictalis
Mimorista costistictalis is een vlinder uit de familie van de grasmotten (Crambidae), uit de onderfamilie van de Spilomelinae. De wetenschappelijke naam van deze soort is voor het eerst voorgesteld als Epipagis costistictalis door George Francis Hampson in een publicatie uit 1918.
De soort komt voor in Bolivia.